# Тэйлор, Аллан
Аллан Тэйлор (англ. Allan Taylor; род. 1984) — английский профессиональный игрок в снукер.

## Биография и карьера
Родился 28 ноября 1984 года в городе Базилдон, графство Эссекс.
Первоначально работал в полицейском участке в Беркенхеде, занимаясь видеонаблюдением.
Профессиональным игроком стал в 2013 году. Сумел выиграть два матча в сезоне 2013/2014 в конце которого был в мировом рейтинге под номером 123. В сезоне 2014/2015 достигал позиции № 107. В сезоне 2019/2020 в квалификации Чемпионата мира сделал свой максимальный брейк в 145 очков.